# Killian Tixeront
Killian Tixeront (Francia, 22 de enero de 2002) es un jugador profesional francés de rugby que se desempeña en la posición de número 8 en ASM Clermont Auvergne, equipo perteneciente a la liga Top 14.

## Carrera
Tixeront es un jugador de formación francesa (JIFF). Comenzó su carrera deportiva con el equipo US Martres-de-Veyre, en el cual jugó ocho temporadas (2009-2017), después pasó a ASM Clermont Auvergne, donde lleva jugando siete temporadas.